# Eulophia borbonica
Espèce
Classification phylogénétique
Eulophia borbonica est une espèce de plante de la famille des Orchidaceae endémique de l'île de La Réunion, dans l'océan Indien. Herbe terrestre à pseudobulbes bifoliés, elle n'a été découverte que récemment dans le cirque de Mafate, seule station connue à ce jour.
Eulophia borbonica pousse entre 600 et 1 600 mètres d'altitude. Elle fleurit de février à mai. Blanches, ses fleurs mesurent une douzaine de millimètres.

## Informations complémentaires